# Open Food Facts
Open Food Facts — бесплатная онлайн-база данных о пищевых продуктах со всего мира, функционирующая под лицензией Open Database License (ODBL), а ее иллюстрации, загруженные участниками, распространяются по лицензии Creative Commons Attribution-Share Alike.

## История

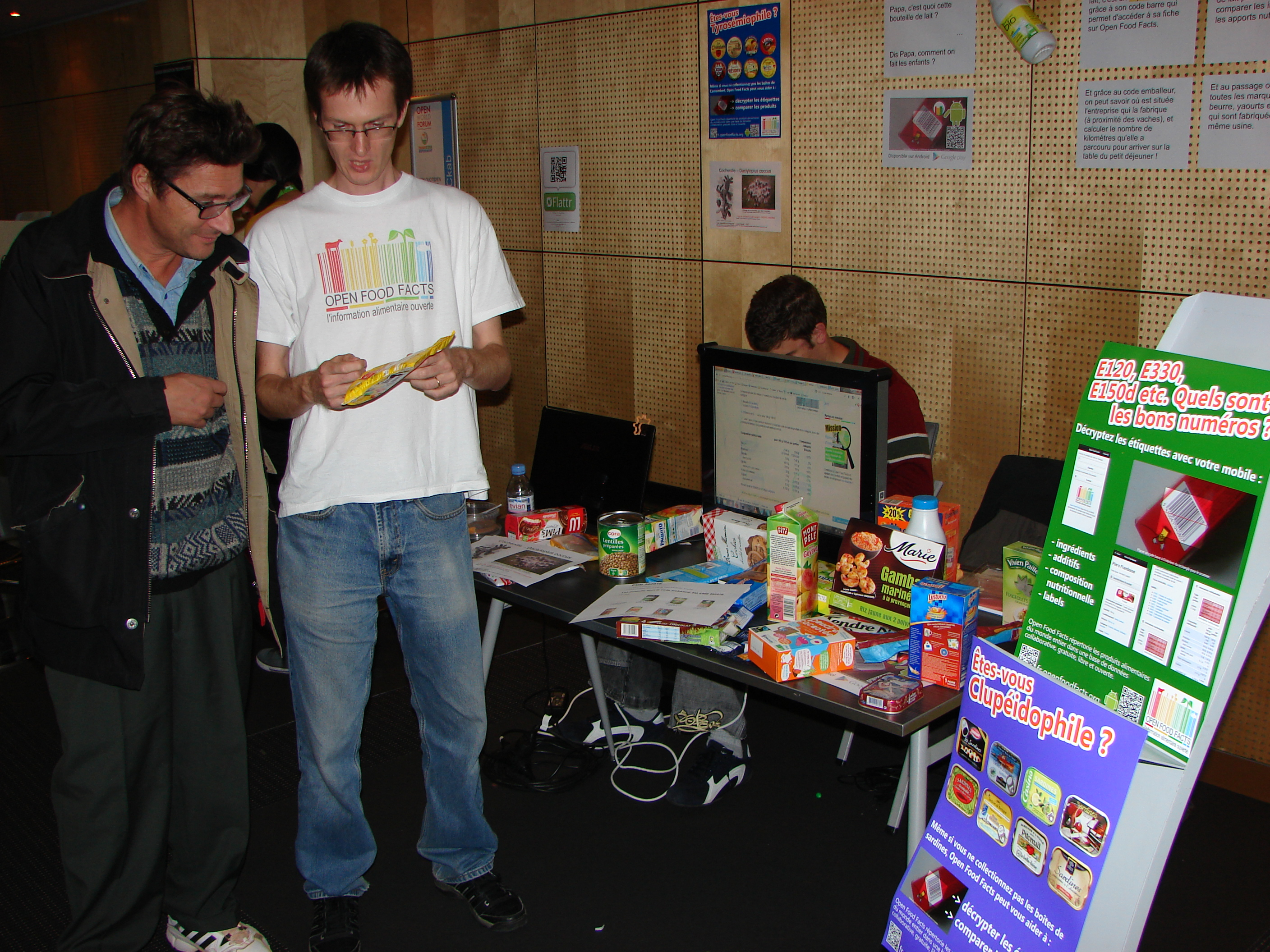
Стефан Жиганде представляет проект в октябре 2012 года на Open World Forum

Проект был запущен 19 мая 2012 года французским программистом Стефаном Жиганде (Stéphane Gigandet) во время Дня продовольственной революции, организованного Джейми Оливером, и получил премию Dataconnexions Award 2013 от Etalab, а также премию OKFN 2015 от Open Knowledge.
В мае 2016 года база данных содержала более 80 000 продуктов из 141 страны. В июне 2017 года благодаря растущей экосистеме приложений и импорту открытых данных из разных стран это число выросло до 880 000. В октябре 2019 года Open Food Facts преодолел рубеж в 1 000 000 продуктов.

## Обзор
Стефан Жиганде представляет проект в октябре 2012 года на форуме «Открытый мир».
Проект призван собирать информацию и данные о пищевых продуктах со всего мира.
Для каждого продукта в базе данных хранится его общее название, количество, тип упаковки, бренд, категория, места производства или обработки, страны и магазины, где продается продукт, список ингредиентов, любые следы других продуктов (из-за возможной аллергии, диетических законов или любых конкретных диет), пищевые добавки и информацию о питании.
Каждый участник может добавлять или редактировать продукты питания на основе информации, явно указанной на упаковке. В результате в качестве идентификатора обычно используется GTIN (глобальный номер предмета торговли), встроенный в штрих-код на упаковке продукта (если таковой имеется). Приложения для мобильных телефонов позволяют захватывать фотографии и информацию, которые добровольцы обрабатывают вручную.
Из-за схожих механизмов модификации, расширения или удаления контента и структуры проект в СМИ иногда сравнивают с Википедией.

## Повторное использование
Данные из Open Food Facts повторно используются различными проектами по вопросам, связанным с пальмовым маслом, сахаром и местонахождением производителей.